# Abdullah Avcı
Abdullah Mucip Avcı (* 31. Juli 1963 in Istanbul) ist ein ehemaliger türkischer Fußballspieler und jetziger Fußballtrainer. Er arbeitete zwischen dem 17. November 2011 und dem 20. August 2013 als Trainer der türkischen Nationalmannschaft. Avcı war bis zum 7. März 2023 Cheftrainer von Trabzonspor.

## Spielerkarriere
Avcı spielte in seiner Karriere für folgende Vereine: Vefa Istanbul, Fatih Karagümrük SK, Çaykur Rizespor, Kahramanmaraşspor, Bakırköyspor, Kasımpaşa Istanbul, İstanbulspor, Küçükçekmecespor und Nişantaşıspor. Er wurde als Stürmer eingesetzt.

## Trainerkarriere
Abdullah Avcı machte seine ersten Erfahrungen als Interimstrainer in der Saison 1999/2000 bei İstanbulspor. Im Januar 2004 wechselte er zu Galatasaray Istanbul und trainierte dort die Jugendmannschaft. Im Mai 2005 wurde Abdullah Avcı mit der türkischen U-17-Nationalmannschaft Europameister. Ein halbes Jahr später wurde die gleiche Mannschaft in der U-17-Fußball-Weltmeisterschaft 2005 Vierter.
Zur Saison 2006/07 wechselte Avcı zu Istanbul BB. In seiner ersten Saison gelang ihm mit der Mannschaft der Aufstieg in die Süper Lig. In den darauffolgenden Spielzeit gelang es ihm mit seinem Team in der oberen Tabellenhälfte die Saison abzuschließen. Außerdem schaffte Istanbul BB unter seiner Führung in der Saison 2010/11 den Einzug in das türkische Pokalfinale. Istanbul BB verlor das Endspiel gegen Beşiktaş Istanbul im Elfmeterschießen.
Im November 2011 trat Abdullah Avcı die Nachfolge von Guus Hiddink als türkischer Nationaltrainer an. Die Vereinbarungen sahen eine Vertragslaufzeit bis 2015 vor. Doch schon auf halbem Wege wurde ihm das drohende Scheitern in der Qualifikation zur WM 2014 zum Verhängnis, weshalb der türkische Fußballverband die Zusammenarbeit am 20. August 2013 beendete.
Im Juni 2014 übernahm Avcı seinen früheren Klub Istanbul Büyükşehir Belediyespor. In der Pressekonferenz in der Avcı als neuer Cheftrainer vorgestellt wurde, gab der Klub auch bekannt, seine Fußballsparte ausgegliedert, in ein unabhängiges Unternehmen umgewandelt und in den aktuellen Namen Istanbul Başakşehir FK umbenannt zu haben.
Die Zusammenarbeit wurde im Mai 2019 beendet. Ursprünglich sollte Abdullah Avcı weitere 5 Jahre für den Verein tätig werden. Nach dem Abgang von Şenol Güneş bei Beşiktaş Istanbul, hat Avcı den Posten als Cheftrainer für drei Jahre übernommen.
Am 24. Januar 2020 verkündete Beşiktaş Istanbul die Entlassung von Abdullah Avcı.

## Erfolge
Türkei U-17
- U-17-Fußball-Europameister: 2005
- 4. Platz bei der U-17-Fußball-Weltmeisterschaft 2005

Istanbul BB
- Aufstieg mit Istanbul BB in die Turkcell Süper Lig 2007
- Finalist im Türkischen Pokal in der Saison 2010/11

Trabzonspor
- Türkischer Fußball-Supercup: 2020
- Türkischer Meister: 2022
- Türkischer Fußball-Supercup: 2022